# Era da animação computadorizada
A Era da animação computadorizada,  Era da nova animação,  Era da computação gráfica ou também  Período da animação por computador foi como ficou conhecido o período que vai do início da Década de 80 aos anos 2000, onde vários longas ou curtas feitos por gráficos de computadores foram produzidos em vários países. Esse período também marcou o começou da chamada era da informática.
Durante esses anos estúdios de animação como a Walt Disney Pictures, Paramount Pictures, Pixar Animation Studios, Blue Sky Studios, DreamWorks SKG entre outros dedicaram-se a fazer amostras produzidas por CGI (imagens feitas por computador) mesmo sendo dificil, pois naquela época era dificil achar material suficiente para fazer uma animação feita por computação gráfica. A primeira amostra lançada foi The Adventures of André & Wally B. em 1984, dirigida por John Lasseter. O programa de computador usado para renderizar o curta criava apenas figuras geométricas em 3D. Por essa causa, se você observar com atenção, o corpo dos personagens são compostos de esferas, cones, cilindros, elipsoides, etc
Mas o primeiro longa-metragem lançado foi Toy Story em 1995 com qual outros estúdios viram que era possível fazer filme com computação. Após isso houve outras tentativas de lançamentos de filmes, de 1996 até 2000 foram feitas sete tentativas, contudo nenhuma deu certo devido a pouco material.
Mas realmente o primeiro longa-metragem totalmente feito com computação foi o Cassiopéia de Clóvis Vieira, produção de Nello de Rossi, lançado em 1996, feito no Brasil, totalmente animado no computador, diferente do Toy Story onde os personagens foram feitos em madeira e depois computadorizados. Apesar disso, um ano antes era lançado o filme Moda Amarela, da Turminha Smilinguido em 1995, com 37 minutos de duração (por isso não considerado um longa metragem), lançado pela Editora LUZ e VIDA.  

## Curtas-metragens feitas por CGI
- The Adventures of André & Wally B. (1984)
- Luxo Jr. (1986)
- Red's Dream (1987)
- Tin Toy (1988)
- Knick Knack (1989)
- Geri's Game (1997)
- For The Birds (2000)
- Boundin' (2004)

## Longas-metragens feitas por CGI
- Toy Story (1995)
- Cassiopeia (1995)
- Antz (1998)
- A Bug's Life (1998)
- Toy Story 2 (1999)
- Shrek (2001)
- Monsters, Inc. (2001)
- Ice Age (2002)
- Finding Nemo (2003)
- Shrek 2 (2004)